# Pacte de Tolède

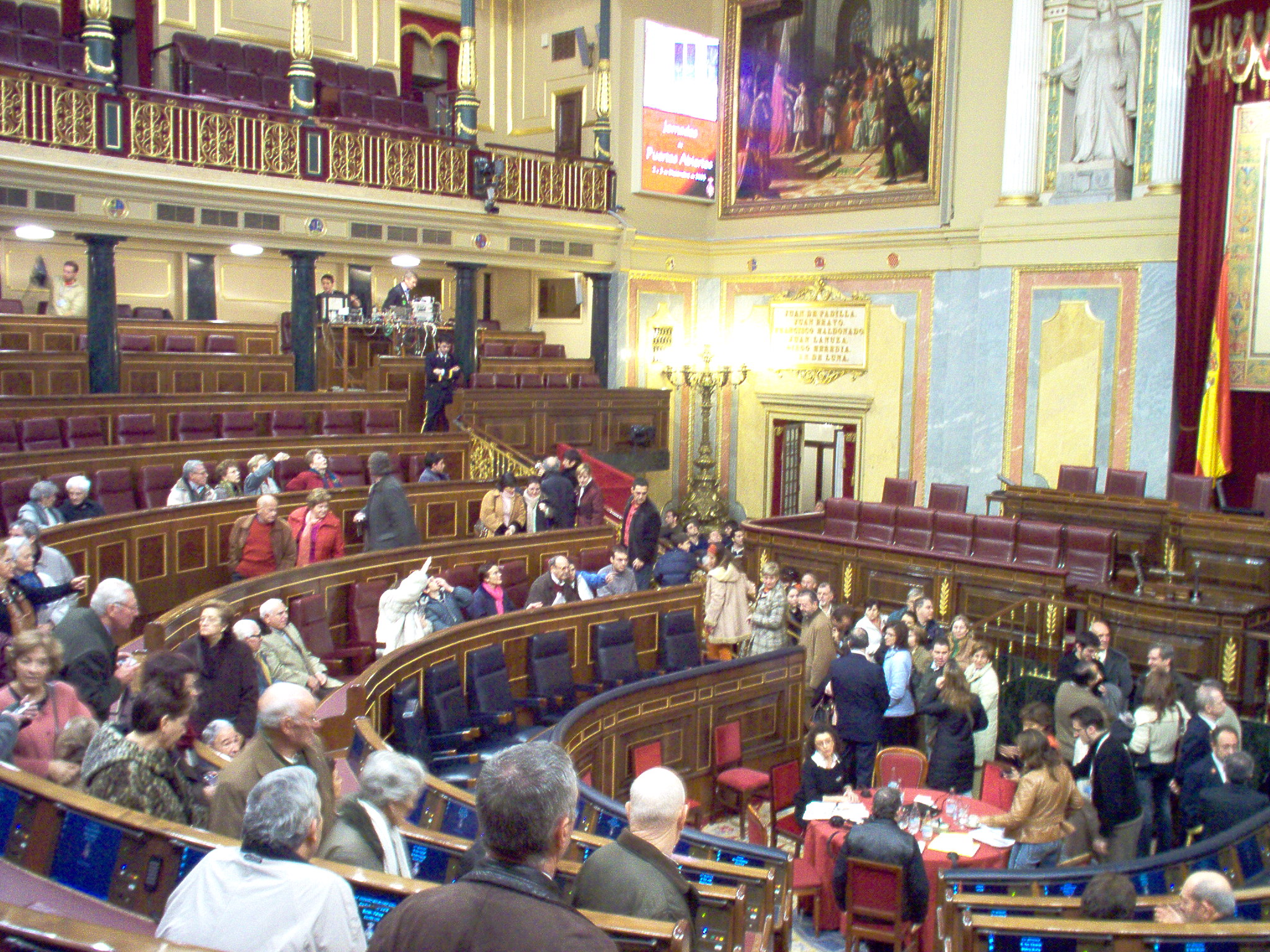
Hémicycle du Palacio de las Cortés, où le pacte de Tolède a été rendu possible à la suite du consensus de tous les partis politiques représentés au parlement.

Le Pacte de Tolède signé en 1995 entre le gouvernement de Madrid et les syndicats de salariés espagnols est un dispositif central du Système de retraite en Espagne, celui des systèmes de retraite en Europe qui a fait l'objet des réformes les plus consensuelles. Il a consisté à séparer les prestations contributives et les prestations non contributives pour les personnes dans l'incapacité de travailler, qui depuis sont financées par l'État et donc par l'impôt. Le système de retraite par répartition y a gagné en solidité car l'impôt a augmenté et les cotisations sociales sur les salaires ont diminué.
Le pacte a été rendu possible à la suite du consensus de tous les partis politiques représentés au parlement, afin de garantir la viabilité économique du régime actuel de sécurité sociale, dont le financement en fonction des besoins repose sur la solidarité intergénérationnelle, et de contribuer à son amélioration ainsi qu’à la consolidation du régime de retraite public.
D'autres réformes ont cependant eu lieu. La période retenue pour calculer le montant de la retraite a été allongée progressivement de 8 à 15 années de cotisations. Ainsi 15 années de cotisations ouvrent droit à 50 % de la pension, alors qu'une pension à taux plein s'acquiert avec 35 années de cotisations, pour les salariés de l'industrie, du commerce et des services.
Le Pacte a prévu la constitution d’un fonds de péréquation entre les générations, qui a inspiré en 1999 le fonds de réserve des retraites français, financé par les éventuels surplus de cotisations. Ce fonds a été créé par la loi du 28 septembre 2003, qui réglemente, entre autres, le calcul des surplus budgétaires, l’allocation des actifs du fonds, sa gestion financière ainsi que la constitution d’un comité de gestion du fonds, d’une commission de conseil en investissement et d’une commission de suivi. L'objectif de ce fonds est d'éviter qu'en période de crise le gouvernement ne soit amené à prendre des mesures trop draconiennes.